# Obstakel

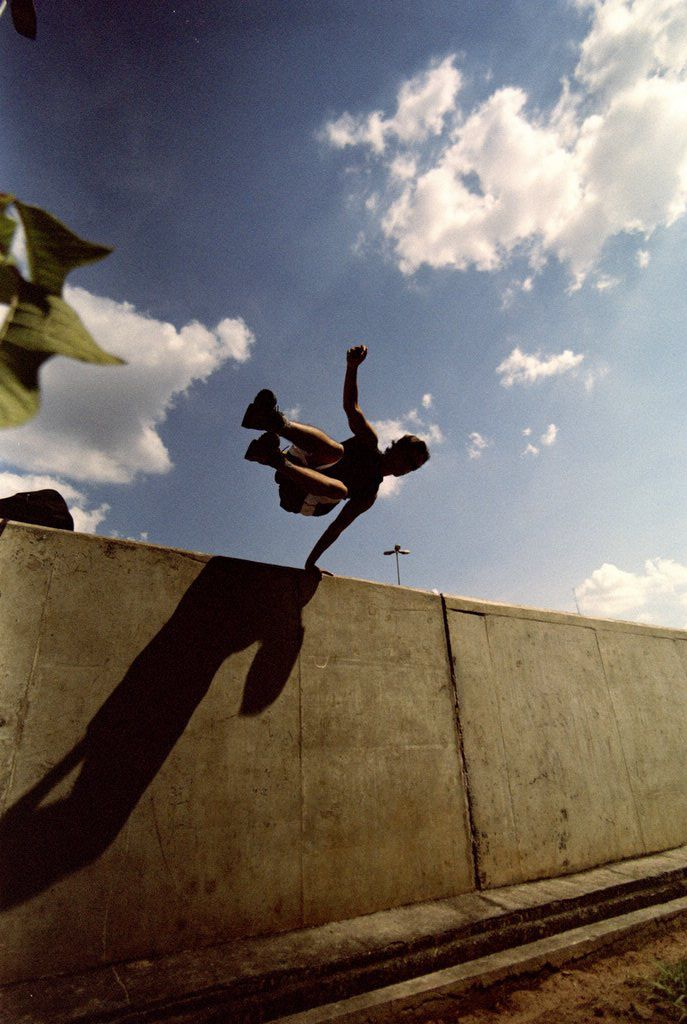
De muur is een obstakel, die hier overwinnen wordt door iemand die parkour beoefent.

Een obstakel of barrière is in het algemeen iets wat de voortgang van iets anders belemmert. Het kan doelbewust gebouwd zijn, of een onbedoeld neveneffect zijn. Is dat laatste het geval, dan spreekt men in de ruimtelijke ordening van een barrièrewerking.
Doelbewuste obstakels kunnen bijvoorbeeld zijn een muur, hek, heg, sloot of paal (of meerdere palen of paaltjes), of een tankversperring zoals een tankgracht, aspergeversperring of Cointet-element. Een grensbarrière is een obstakel dat niet zonder toestemming te passeren is.
Bij enkele sporten, waaronder parkour en hébertisme, is het de bedoeling om over obstakels heen te springen. 